# Milton Valenzuela
Milton Nahuel Valenzuela (* 13. August 1998 in Rosario) ist ein argentinischer Fußballspieler, der als Abwehrspieler eingesetzt wird. Er steht derzeit beim FC Lugano in der Schweiz unter Vertrag.

## Werdegang
Er kommt aus der Jugend seines Heimatvereins Newell’s Old Boys, für die er zur Saison 2016/17 in die erste Mannschaft aufrücken konnte. Seinen ersten Einsatz in der Primera División, innerhalb der ersten Mannschaft, erhielt er aber bereits schon am 6. Februar 2016 bei der 2:1-Auswärtsniederlage gegen Club Atlético San Martin, bei welcher er in der 88. Minute für Emanuel Insúa eingewechselt wurde. Im Januar 2018 wurde er für den Rest des Jahres an das amerikanische MLS-Franchise Columbus Crew verliehen, bei welchem er über die gesamte Saison 2018 mitspielte. Sein erster Einsatz hier war dann am 5. März 2018 bei einem 0:2-Auswärtssieg beim Toronto FC, hier durfte er von Anfang an auflaufen und konnte dabei sogar das 0:1 von Frederico Higuaín vorbereiten. An seine Leihe schloss sich dann gleich auch der endgültige Transfer zum Klub aus Ohio an.

## Erfolge
Columbus Crew
- MLS-Cup-Champion: 2020
- Campeones Cupsieger: 2021

FC Lugano
- Schweizer Cupsieger: 2022